# The Whoopee Party
The Whoopee Party (conocida en español como La fiesta encantada) es un cortometraje animado de Mickey Mouse que se estrenó por primera vez el 17 de septiembre de 1932. Fue el 46 ° corto de Mickey Mouse, y el décimo de ese año.

## Trama
Mickey Mouse y sus amigos tienen una fiesta en la que Minnie Mouse toca el piano mientras Mickey, Goofy (entonces Dippy Dawg) y Horace Horsecollar están preparando algunos bocadillos. Mientras tanto, un grupo de policías, a quienes han llamado recientemente por una emergencia, también son invitados a la fiesta.
Este corto también apareció en el episodio de la serie House of Mouse "Dennis the Duck".

## Reparto de voces
- Mickey Mouse: Walt Disney
- Minnie Mouse: Marcellite Garner
- Goofy: Pinto Colvig
- Horace Horsecollar: desconocido[2]

## Producción
La escena de Mickey bailando con Patricia Pigg fue eliminada del corto de 1930 The Shindig.

## Recepción
En The Disney Films, el crítico Leonard Maltin dice: "Hay una increíble cantidad de acción en la pantalla; una toma inicial muestra una veintena de parejas bailando al ritmo de la música. Más tarde, cuando la fiesta comienza a animarse, cada centímetro de la imagen se llena de figuras de baile. Además, nada está fuera de los límites de la diversión: un par de camisas que están en la tabla de planchar es tan probable que se levanten y bailen como cualquiera de los animales de la fiesta ".